# Incidente del río Evros
El incidente del río Evros se dio el 19 de diciembre de 1986, entre soldados griegos y turcos enfrentados cerca de la ciudad de Feres a lo largo del río Evros.
El incidente comenzó a las 11:15 a. m., cuando una patrulla del ejército griego de 3 hombres, que custodiaba la frontera contra el paso de refugiados iraníes, se reunió con una patrulla de las fuerzas armadas turcas a lo largo de la frontera del río Evros. El grupo griego se reunió con los turcos, y uno de los soldados griegos, Zissis Karagogos, se reunió con un soldado turco que le ofreció intercambiar cigarrillos. El soldado griego bajó su rifle y su casco y, mientras se acercaba, fue herido fatalmente por otro soldado turco. Esto desencadenó en un fuego cruzado entre ambas partes, dando como resultado la muerte de dos soldados turcos, el teniente Hakan Turkyilmaz y el soldado Mehmet Kalyon e hiriendo a un soldado griego, Dimitris Karayannis.
En respuesta a la muerte de uno de sus soldados, el Ministerio de Defensa griego exigió una disculpa y una compensación. Al final, ambas partes consideraron que el intercambio era "local" y no escalaron la situación.
Soldados turcos y griegos habían intercambiado disparos en el pasado cuando los griegos intentaron impedir que los refugiados iraníes ingresaran ilegalmente al país desde Turquía, pero este incidente fue el primero en el que hubo víctimas. Durante este período, los soldados griegos a lo largo de la frontera con Turquía estaban en alerta después de recibir informes de que Turquía planeaba ayudar a miles de refugiados a ingresar ilegalmente a Grecia.